# W. C. 필즈

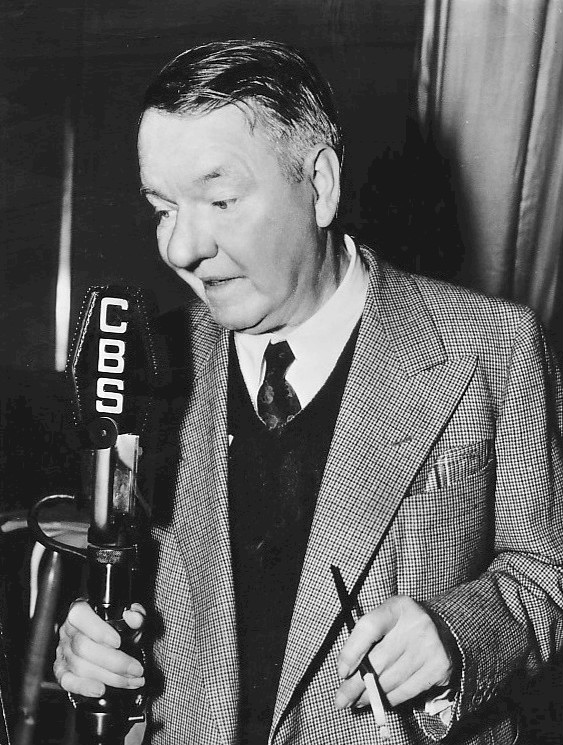
W. C. 필즈

W.C. 필즈(W. C. Fields, 1880년 1월 29일 ~ 1946년 12월 25일)는 미국의 영화 배우, 희극 배우, 각본가, 연극 배우이다.
필라델피아에서 태어났으며 패서디나에서 사망하였다. 포리스트 론 메모리얼 파크에 매장되었다.

## 영화
- 밥 호프: 헐리우즈 브라이티스트 스타 (1996년) - 본인 역
- 센세이션스 오브 1945 (1944년)
- 폴로우 더 보이즈 (1944년)
- 마이 리틀 치카디 (1940년)
- 뱅크 딕 (1940년)
- 빅 브로드캐스트 오브 1938 (1938년)
- 미시시피 (1935년)
- 데이빗 코퍼필드 (1935년)
- 식스 오브 어 카인드 (1934년)
- 이것이 선물 (1934년)
- 허 매제스티, 러브 (1931년)
- 제니스 메러디스 (1924년)